# Religija na Gibraltaru
Religija na Gibraltaru zastupljena je s nekoliko vjerskih zajednica.

## Povijest
Gibraltar je tradicijski rimokatolički. Mirovnim ugovorom iz Utrechta 1713. rimokatolička Španjolska ga je morala predati anglikanskoj Engleskoj, u kojoj su osobito nakon Barutne urote 5. studenoga 1605. rimokatolici postali građani nižeg reda.

## Vjerska struktura
Procjene koje navodi CIA iz 2001. govore o sljedećem vjerskom sastavu:
- rimokatolici 78,1%
- anglikanci 7%
- muslimani 4%
- ostali kršćani 3,2%
- židovske vjere 2,1%
- hinduisti 1,8%
- ostali 0,9%
- nikoje 2,9%

## Galerija
- Širenje kršćanstva u Europi i na Sredozemlju.
- Europa u doba velike podjele 1054. godine.
- Religija u Europi, na Sredozemlju i na Bliskom Istoku 1100.
- Religije u Europi 1560.